# Ciclismo ai XIII Giochi panafricani
Le competizioni di ciclismo ai XIII Giochi panafricani si sono svolti dal 9 al 15 marzo 2024 ad Accra, in Ghana. Le gare si sono disputate sull'autostrada Ablekuma-Pokuase nel nord di Accra, dove si sono svolti anche i Campionati africani di ciclismo su strada 2023. Il percorso di gara è costituito da un tratto di autostrada che viene percorso avanti e indietro più volte a seconda della gara.
Secondo l'UCI, il 16 marzo si svolgerà anche una staffetta mista, di cui non si parla sul sito dei Giochi Africani.

## Sommario degli eventi
| Eventi               | Oro                         | Tempo    | Argento                         | Tempo   | Bronzo                            | Tempo    |
| Uomini Elite         |                             |          |                                 |         |                                   |          |
| Gara in linea        | Alexander Mayer Mauritius   | 3h'06"01 | Dillon Geary Sudafrica          | s.t.    | Merhawi Kudus Eritrea             | s.t.     |
| Cronometro           | Charles Kagimu Uganda       | 45'31"   | Dillon Geary Sudafrica          | s.t.    | Brandon Downes Sudafrica          | a 34"    |
| Criterium            | Nahom Araya Eritrea         | 18 p.    | Merhawi Kudus Eritrea           | 12 p.   | Aurélien de Comarmond Mauritius   | 10 p.    |
| Cronometro a squadre | Eritrea                     | 1h00'26" | Sudafrica                       | a 5"    | Mauritius                         | a 1'44"  |
| Uomini Under-23      |                             |          |                                 |         |                                   |          |
| Gara in linea        | Dillon Geary Sudafrica      | 3h06'01" | Aurélien de Comarmond Mauritius | a 1'24" | Nahom Araya Eritrea               | s.t.     |
| Cronometro           | Dillon Geary Sudafrica      | 45'32"   | Rogora Kiya Jemal Etiopia       | a 1'26" | Aurélien de Comarmond Mauritius   | a 2'28"  |
| Criterium            | Nahom Araya Eritrea         | 18 p.    | Aurélien de Comarmond Mauritius | 10 p.   | Blaine Kieck Sudafrica            | 5 p.     |
| Donne Elite          |                             |          |                                 |         |                                   |          |
| Gara in linea        | Hayley Preen Sudafrica      | 2h41'53" | Aurélie Halbwachs Mauritius     | a 23"   | Ese Ukpeseraye Nigeria            | a 25"    |
| Cronometro           | Aurélie Halbwachs Mauritius | 34'38"   | Ese Ukpeseraye Nigeria          | a 27"   | Lucy Young Sudafrica              | a 31"    |
| Criterium            | Hayley Preen Sudafrica      | 22 p.    | Anri Krugel Namibia             | 12 p.   | Diane Ingabire Ruanda             | 8 p.     |
| Cronometro a squadre | Eritrea                     | 52'31"   | Sudafrica                       | a 8"    | Mauritius                         | a 1'57"" |
| Donne Under-23       |                             |          |                                 |         |                                   |          |
| Gara in linea        | Nesrine Houli Algeria       | 2h42'18" | Adiam Dawit Eritrea             | s.t.    | Monalisa Araya Eritrea            | a 3"     |
| Cronometro           | Adiam Dawit Mengs Eritrea   | 36'03"   | Nesrine Houili Algeria          | a 16"   | Suzana Fiseha Chineslasie Eritrea | a 24"    |
| Criterium            | Adiam Dawit Eritrea         | 2 p.     | Annika Visser Sudafrica         | 0 p.    | Kisanet Teages Eritrea            | 0 p.     |

## Medagliere
La nazione ospitante è evidenziata
| Posiz. | Nazione   | Oro | Argento | Bronzo | Totale |
| ------ | --------- | --- | ------- | ------ | ------ |
| 1      | Eritrea   | 6   | 2       | 5      | 13     |
| 2      | Sudafrica | 4   | 5       | 3      | 12     |
| 3      | Mauritius | 2   | 3       | 4      | 8      |
| 4      | Algeria   | 1   | 1       | 0      | 2      |
| 5      | Uganda    | 1   | 0       | 0      | 1      |
| 6      | Nigeria   | 0   | 1       | 1      | 2      |
| 7      | Etiopia   | 0   | 1       | 0      | 1      |
| 7      | Namibia   | 0   | 1       | 0      | 1      |
| 8      | Ruanda    | 0   | 0       | 1      | 1      |
| Totale | Totale    | 14  | 14      | 14     | 40     |